# Metarbela rava
Metarbela rava is een vlinder uit de familie van de Metarbelidae. De wetenschappelijke naam van deze soort is voor het eerst gepubliceerd in 1896 door Ferdinand Karsch.
Deze soort komt voor in Kameroen en Oeganda.